# Манасота-Кі (Флорида)
Манасота-Кі (англ. Manasota Key) — переписна місцевість (CDP) в США, в окрузі Шарлотт штату Флорида. Населення — 1326 осіб (2020).

## Географія
Манасота-Кі розташована за координатами 26°55′27″ пн. ш. 82°21′10″ зх. д. / 26.92417° пн. ш. 82.35278° зх. д. (26.924266, -82.352860).  За даними Бюро перепису населення США в 2010 році переписна місцевість мала площу 7,95 км², з яких 2,71 км² — суходіл та 5,25 км² — водойми.

## Демографія
Згідно з переписом 2010 року, у переписній місцевості мешкало 1229 осіб у 732 домогосподарствах у складі 422 родин. Густота населення становила 155 осіб/км².  Було 2083 помешкання (262/км²).
Расовий склад населення:
| - 98,2 % — білих - 0,4 % — корінних американців - 0,2 % — азіатів - 0,1 % — чорних або афроамериканців |

До двох чи більше рас належало 0,8 %. Частка іспаномовних становила 1,3 % від усіх жителів.
За віковим діапазоном населення розподілялося таким чином: 1,5 % — особи молодші 18 років, 34,9 % — особи у віці 18—64 років, 63,6 % — особи у віці 65 років та старші. Медіана віку мешканця становила 69,3 року. На 100 осіб жіночої статі у переписній місцевості припадало 91,7 чоловіків;  на 100 жінок у віці від 18 років та старших — 91,5 чоловіків також старших 18 років.
Середній дохід на одне домашнє господарство  становив 70 175 доларів США (медіана — 69 931), а середній дохід на одну сім'ю — 82 024 долари (медіана — 80 298). За межею бідності перебувало 5,4 % осіб, у тому числі 0,0 % дітей у віці до 18 років та 3,3 % осіб у віці 65 років та старших.
Цивільне працевлаштоване населення становило 191 особа. Основні галузі зайнятості: фінанси, страхування та нерухомість — 23,6 %, роздрібна торгівля — 18,3 %, науковці, спеціалісти, менеджери — 16,8 %.